# اندی بیرسک
اندی بیرسک (انگلیسی: Andy Biersack؛ زادهٔ ۲۶ دسامبر ۱۹۹۰) با نامِ پیشینِ اندی سیکس یک موسیقی‌دان اهل ایالات متحده آمریکا و خوانندهٔ اصلی و بنیانگذار گروه گلم متال بلک ویل برایدز است و از سال ۲۰۰۶ مشغول به فعالیت است.
او در ۱۶ آوریل ۲۰۱۶ با ژولیت سیمز، رهبر سابق گروه اتومتیک لاولتر و نفر دوم فصل دوم مسابقهٔ صدا، ازدواج کرد.
بیرسک در ۲۰۱۴ میلادی یک پروژهٔ انفرادی موسیقی را با نام اندی بلک آغاز کرد و آلبوم سوی زیر سایه را در ۲۰۱۶ میلادی منتشر کرد.